# Сім'я ацтеків
Сім'я ацтеків — основна суспільно-економічна одиниця в імперії ацтеків. Була складовою громади. У простолюдинів сім'я була переважно моногамною, хоча чоловіки мали право на наложниць, у заможних містян, місцевої знаті, аристократії імперії, представники правлячої династії та великого тлатоані — полігамною.

## Шлюб

### Церемонія
Підданий імперії міг одружитися, досягнувши 20-річного віку, і більшість мексиканців одружувалися у 20-22 роки. Лише вищі сановники і тлатоані, зокрема вородар Тескоко Несауалькойотль, могли довгі роки жити з наложницями, перш ніж одружитися офіційно. Вступ до шлюбу вважалося насамперед справою обох сімей, а не особистостей. Водночас молоді люди мали змогу виказати своїм батькам власні міркування з цього приводу.
Перед шлюбом треба було відучитися у школах — кальмекак або тельпочкаллі і отримати дозвіл вчителів (тельпочтлатоке). Для останніх родина нареченого зобов'язана була влаштувати бенкет. Усі відбувалося згідно із заведеним ритуалом, по закінченню якого отримувалася згода на укладання шлюбу.
Після того як батьки молодої людини обирали йому майбутню дружину, попередньо порадившись з ворожбитами про прикметах, укладених в знаках, під якими народилися наречений і наречена, викликали сіуатланке — старуху, що служили посередницею між двома родинами. Останні повідомляли про бажання пошлюбити доньку з визначеної родини. Після сімейної ради, заручившись схваленням всієї рідні, родичам молодої людини нарешті повідомляли про згоду сім'ї дівчини. Після ворожби призначався день весілля.
Сама шлюбна церемонія проходила в будинку молодої людини з настанням ночі. У попередній день веселилися у нареченої. Загалом усе весілля тривало 5 діб, по закінченню яких, жрець благословляв молодят священною водою.
На практиці траплялося, що закохана пара не питала дозволу батьків і з'єднувалася таємно. Найчастіше так поступали простолюдини, що не бажали чекати, поки зберуть все необхідне для подарунків, бенкетів. Втім з часом все ж проводили усі необхідні ритуали.

### Родина
Відсвяткувати весілля чоловік міг тільки з однією жінкою, проте йому дозволялося мати стільки другорядних дружин, скільки йому було потрібно. Це розглядалося як своєрідний компроміс між моногамією та полігамією.
Переважно лише сини головної дружини наслідували своєму батькові, втім відомо про численні випадки, коли сини наложниць отримували батьківський спадок, найвідомішим є випадок — Іцкоатля, сина тлатоані Акамапічтлі та рабині. Водночас діти від другорядних дружин позначалися терміном піллі і могли отримували високі посади, проте це стосується лише синів тлатоані. Водночас великі гареми володарів призводили до численних інтриг та змов.
Втім лише сановники і багатії могли нести витрати на утримання великих сімей. Водночас полігамія сприяла прискореному демографічного розвитку та врівноважувала наслідки частих воєн. Багато чоловіків гинули на полі битви або були принесені в жертву, перш ніж встигали одружитися або породити численних дітей. Вдови або залишалися самі, або знову виходили заміж, траплялося, що вдова виходила за раба свого чоловіка і робила його своїм керуючим, чи ставали співмешканками одного з братів покійного.

## Структура
Родина поділялася на кревних та некревних родичів. До перших належали батьки, діти, брати, сестри, тітки, стрийко та вуйко чоловіка, до других — сама дружина, її батьки, сестри, брати, тітки, стрийко і вуйко.

## Стосунки в родині
Чоловік був безперечним главою сім'ї, в якій панував патріархат. Втім він склався на середину XV ст. До того жінка в ацтекській родині мала більшу вагу, особливо в сім'ї знаті. Легенди ацтеків сповнені різними історіями про аристократок або жриць, що сприяли піднесенню імперії.
З плином часу влада чоловіків посилилася, а жінку намагалися замкнути вдома. Але в неї було своє майно, вона могла вести справи, довіряючи товари мандрівним торговцям (почтека), або мати професію: бути жрицею, повитухою, цілителькою, при цьому вона користувалася більшою незалежністю.
Старі жінки, що вийшли з віку підпорядкування чоловікові (десь після 50 років), часто вдови, були оточені повагою, яким навіть дозволялося вживалися алкогольний напій октлі, вони користувалися значною незалежністю.
В родинах ацтеків дуже любили дітей. Вагітність дружини та народження маля (нопільце, нокуске, нокецале) вважалося святом. На честь нього влаштовували бенкет. У сім'ях вищого стану молода жінка задовго до народження дитини отримувала хороший догляд. Їй підбирали повитуху, до якої урочисто відправлялися старезні родичі, щоб найняти її до майбутньої матері. Жінку, що померла пологами, уподібнювали вояку, загиблому в бою або на жертовному вівтарі.
Суворо каралося сімейна зрада (смертю). З хронік відомо про такі випадки у родинах володарів та знаті. В державі ацтеків зрідка піднімалося питання про розлучення. Приводом для розірвання шлюбу міг стати переїзд дружини або чоловіка в інший будинок. Суд міг дозволити чоловікові розлучитися з дружиною, якщо тому вдавалося довести, що вона безплідна або відкрито нехтує своїми домашніми обов'язками. Зі свого боку, дружина могла поскаржитися на чоловіка і домогтися рішення на свою користь, якщо його викривали, наприклад, в тому, що він бив її, не забезпечував всім необхідним або не займався дітьми. У цьому випадку суд віддавав дітей матері, а майно розведеною пари ділилося порівну між колишнім подружжям. Розлучена жінка могла знову вийти заміж, за кого хоче.